# Panhard & Levassor Type X36

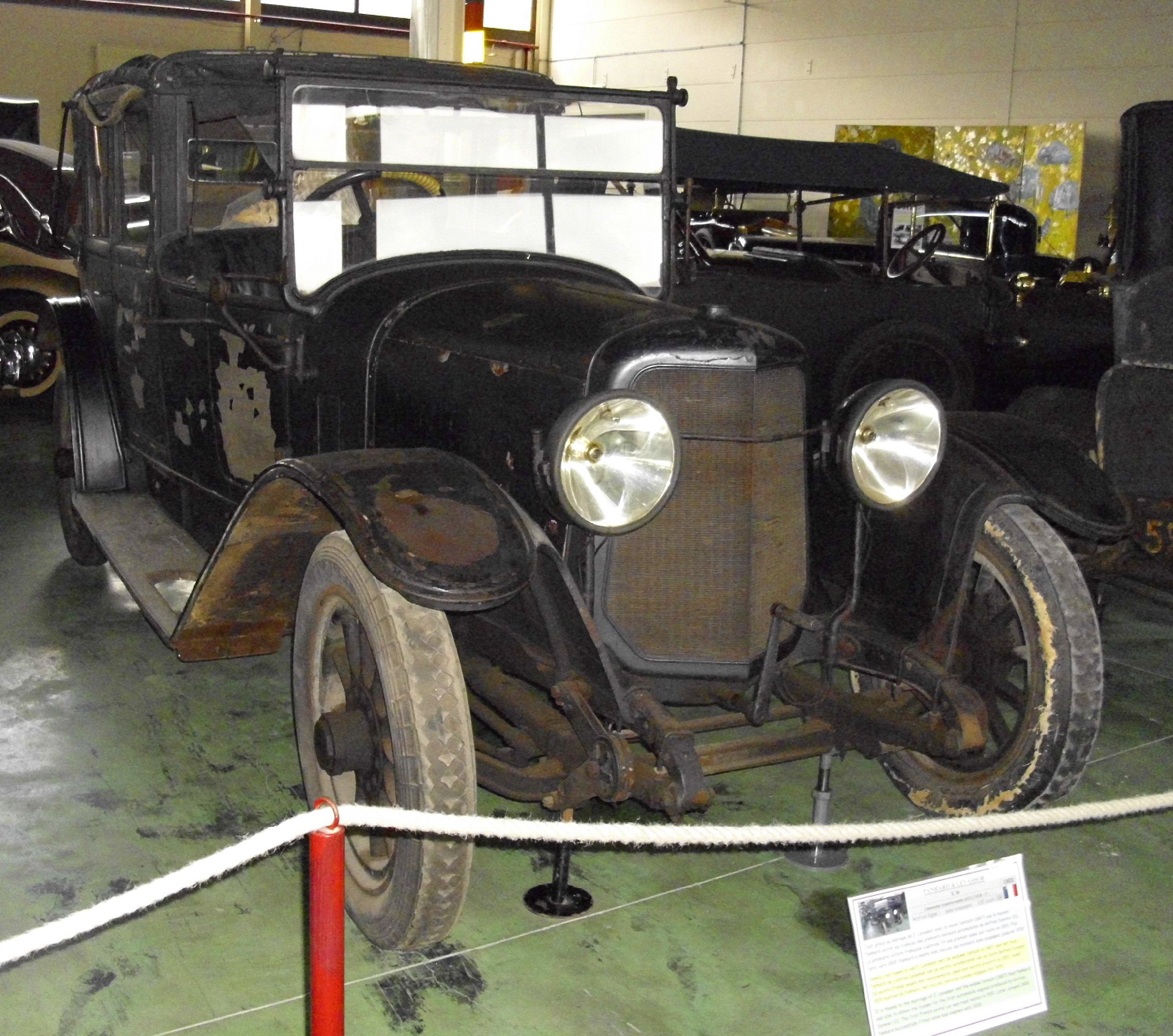
Als Landaulet

Der Panhard & Levassor Type X36 ist ein Pkw-Modell der 1920er Jahre. Hersteller war Panhard & Levassor in Frankreich.

## Beschreibung
Wie beim Vorgänger Type X26 haben die Fahrzeuge einen ventillosen Schiebermotor nach einer Lizenz von Charles Yale Knight. Im Motorcode „SK4E2“ steht das „K“ für Knight und die „4“ für die Anzahl der Zylinder.
Der Vierzylinder-Reihenmotor hat 85 mm Bohrung, 140 mm Hub und 3178 cm³ Hubraum. Er wurde auch 16 CV genannt. Besonderheit ist eine „Flector“ genannte Art der Kraftübertragung des Frontmotors zur Hinterachse, bei der elastische Gummielemente die üblichen Gelenke einer Kardanwelle ersetzen.
Der Radstand beträgt maximal 337 cm. Für 1922 sind 332 cm angegeben, für das Folgejahr 327 cm und für das letzte Jahr 337 cm.
Bekannt sind die Karosseriebauformen Torpedo, Limousine, Pullman-Limousine, Landaulet, Coupé und Cabriolet.
Die Produktion lief von Oktober 1921 bis 1924. In den ersten drei Kalenderjahren wurden 83, 759 und 875 Fahrzeuge hergestellt. In Summe sind das 1717 Fahrzeuge, von denen 247 exportiert wurden.
Im Laufe des Jahres 1924 erschienen als Nachfolger zunächst der Type X40 und dann der Type X46, die beide ähnlich waren. Die Statistik unterteilt diese Modelle nicht. 1924 wurden von den dreien 646 Fahrzeuge hergestellt und 100 exportiert.
2019 wurde ein erhaltenes Fahrzeug von 1920 für 37.950 Euro versteigert.